# Cẩm Thành (phường)
Cẩm Thành là một phường thuộc tỉnh Quảng Ngãi